# Partido Democrático Nacional (Brasil)
O Partido Democrático Nacional foi uma sigla partidária brasileira fundada em 1989 e extinta no mesmo ano. Não lançou nenhum candidato, uma vez que aliou-se ao candidato Ronaldo Caiado, do Partido Social Democrático (inclusive lançando Camilo Calazans Magalhães para candidato a vice-presidente em sua chapa). Caso tivesse lançado algum candidato, utilizaria o número 51.[carece de fontes?]

## Desempenho eleitoral

### Eleições presidenciais[carecede fontes?]
| Ano  | Imagem | Candidato(a) a Presidente | Candidato(a) a Vice-Presidente | Coligação                        | Votos           | Posição |
| ---- | ------ | ------------------------- | ------------------------------ | -------------------------------- | --------------- | ------- |
| 1989 |        | Ronaldo Caiado (PSD)      | Camilo Calazans (PDN)          | União Cidade e Campo (PSD e PDN) | 488.893 (0,72%) | 10ª     |

## Anos 1930
Houve também um partido com o mesmo nome, e sigla, nos anos 1930, reunindo vários partidos ou seções estaduais denominados "Democráticos" como o Partido Democrático de São Paulo. Os líderes destes partidos, como o deputado Francisco Morato, foram os articuladores da montagem do chamado Partido Democrático Nacional (PDN) em 1926. O PDN foi um dos sustentáculos da chamada "Aliança Liberal" que lançou Getúlio Vargas à presidência da República nas eleições de outubro de 1930.
Da fundação da seção carioca do PD Nacional realizada em 22 de novembro de 1927, no Clube Ginástico Português, participaram Adolfo Bergamini, Guimarães Natal, Pedro Ernesto, Justo de Moraes, Evaristo de Moraes e Bruno Lobo, entre outros. A seção carioca foi extinta em 1933, quando foi incorporada ao Partido Economista Democrático do Distrito Federal. O Partido Democrático do Distrito Federal não se integrou ao PDN.